# Valle della Luna (Aggius)
Pour les articles homonymes, voir Valle della Luna.
Ne doit pas être confondu avec Valle della Luna (Santa Teresa Gallura).

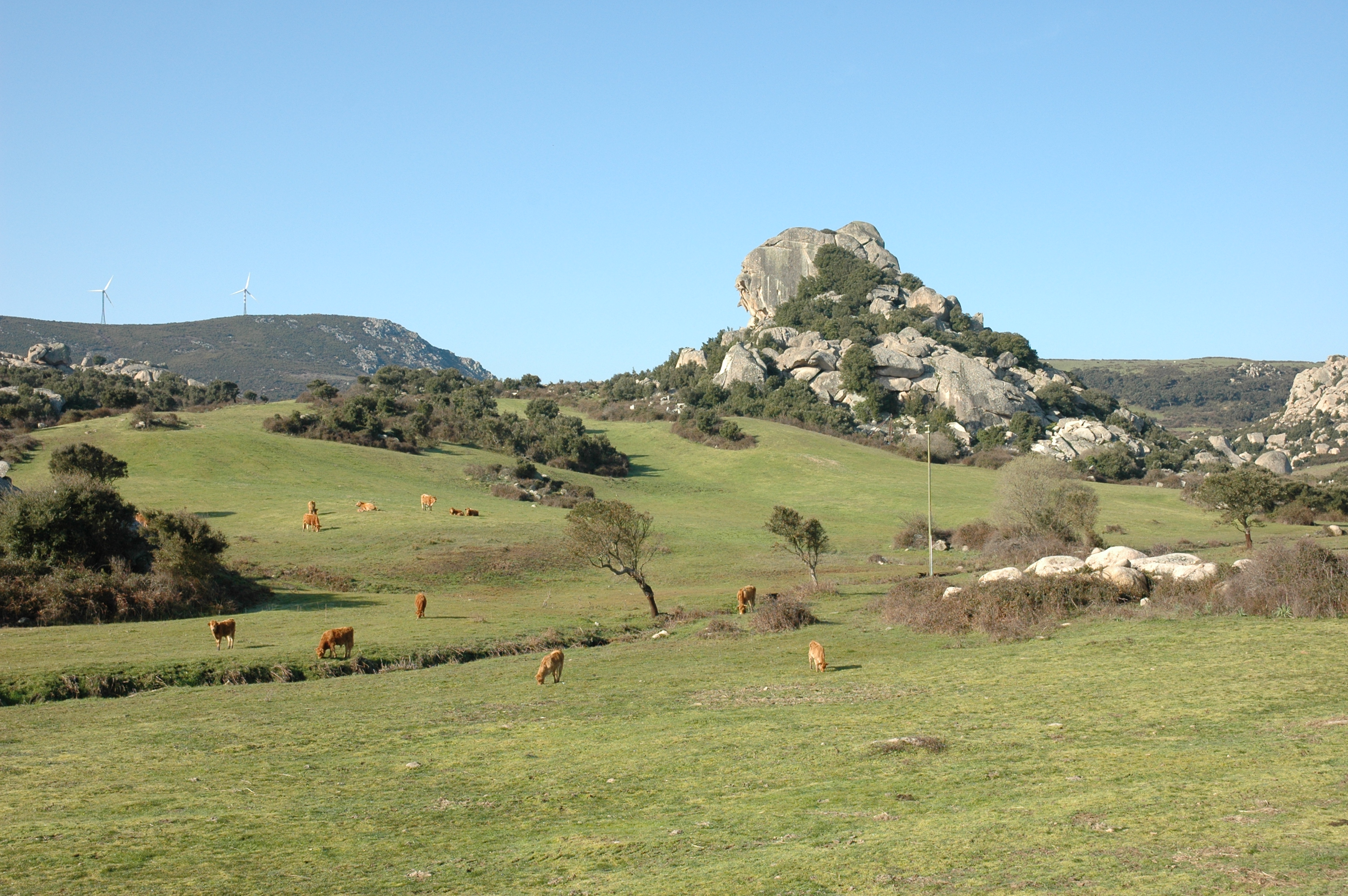
Vue de la Valle della Luna.

La Valle della Luna (Vallée de la Lune en français) aussi appelée Piana dei grandi sassi (Plaine des grands rochers en français) est un plateau datant du Quaternaire, qui se trouve au Nord d'Aggius, sur le territoire de cette commune ainsi que sur celui de Tempio Pausania, à proximité du monte Pulchiana.

## Géographie
Il en émerge de nombreux et volumineux blocs de granite rappelant des formes humaines ou animales. Ces blocs datent des glaciations du quaternaire et ont ensuite été arrondis et travaillées par l'érosion jusqu'à obtenir l'aspect lunaire actuel qui a donné son nom à la vallée.
Le site de la Valle della Luna ainsi que l'entier territoire communal d'Aggius est protégé comme site naturel par l’État italien depuis 1966.

## Patrimoine

### Nuraghe Izzana

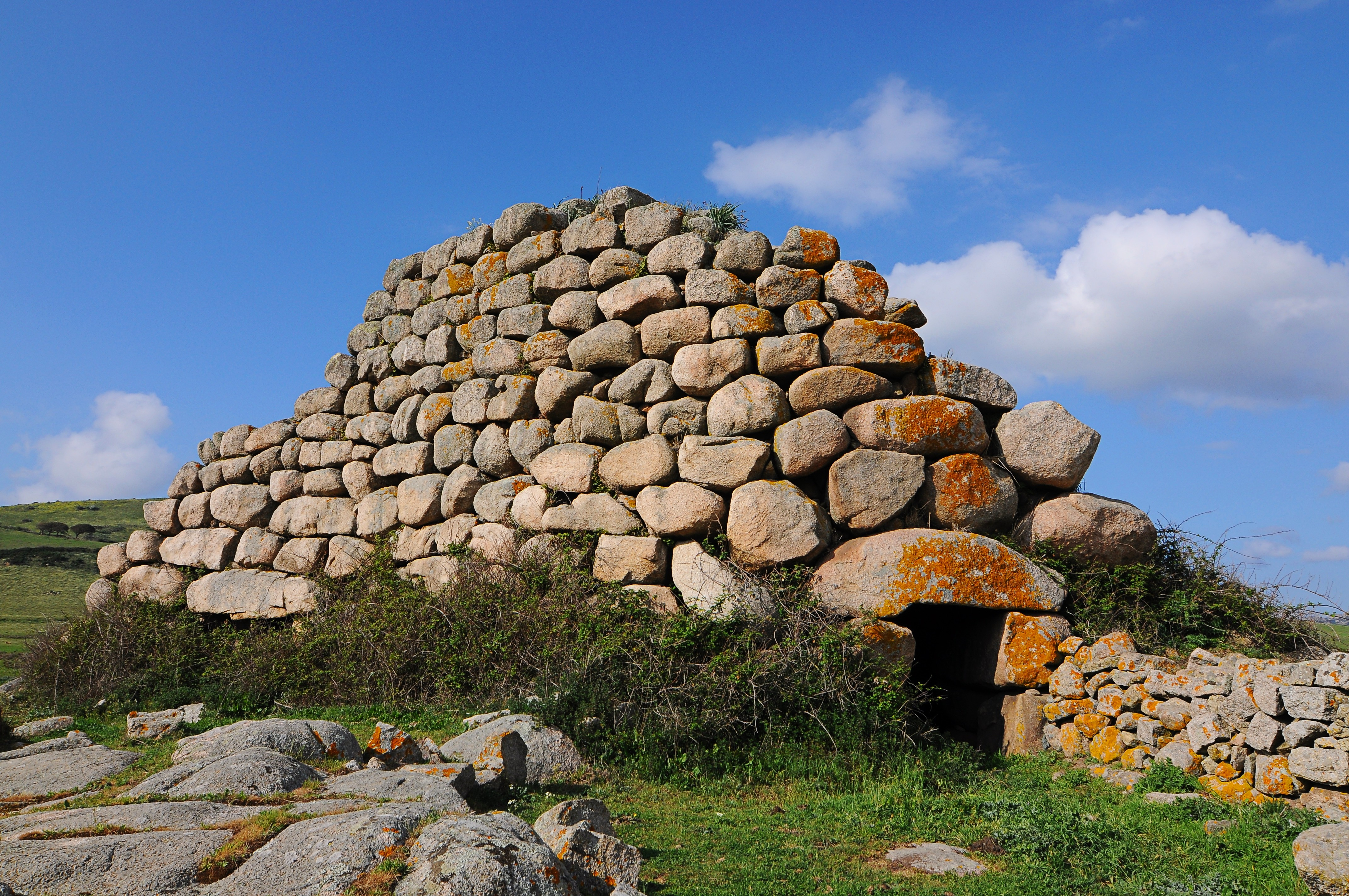
Vue du nuraghe Izzana.

Le nuraghe Izzana est un nuraghe situé dans la Valle della Luna au nord d'Aggius, parfois localisé à tort sur le territoire d'Aggius, mais en réalité localisé sur le territoire de Tempio Pausania. Il est en général présenté comme le plus grand nuraghe de Gallura. Il date du nuragique II : il aurait été construit autour des années 1500 av. J.-C..
Le nuraghe Izzana se distingue par le fait qu'il est d'architecture mixte : il est à la fois un « nuraghe en couloir » et un « nuraghe en tholos ». La chambre centrale, celle du tholos, est intacte par contre les chambres latérales sont endommagées. Le nuraghe dispose de deux entrées : l'une au sud-ouest (l'entrée principale) et l'autre au sud. La tour a une forme triangulaire et ses coins sont arrondis, sa hauteur est de 7,45 m.

### Église Saint-Philippe d'Aggius

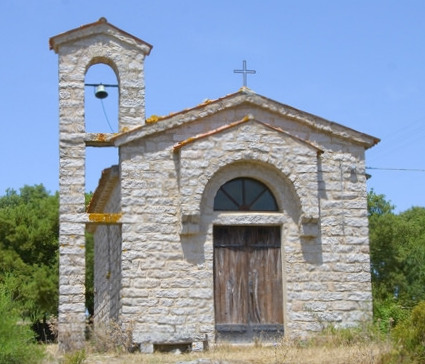
L'église Saint-Philippe.

L'église Saint-Philippe (en italien : chiesa di San Filippo), est une petite chapelle champêtre située dans la Valle della Luna et dépendant de la paroisse Santa Vittoria d'Aggius en Sardaigne. Elle est dédiée à l'apôtre Philippe et dispose d'un fronton campanaire latéral. L'église a été construite à l'initiative de la famille Lissia-Cabella et cédée à la commune d'Aggius en 1967,.

## Accès
La Valle della Luna est traversée par la route SP74 qui mène, en direction du nord-ouest, d'Aggius à Trinità d'Agultu e Vignola. À 3,9 km du centre d'Aggius on arrive dans la vallée. Par une bifurcation, il est possible d'emprunter une route secondaire qui mène au nuraghe Izzana 422 mètres plus loin. En suivant le chemin principal, il est également possible d'accéder à un belvédère,.